# خراج تحت الهالة

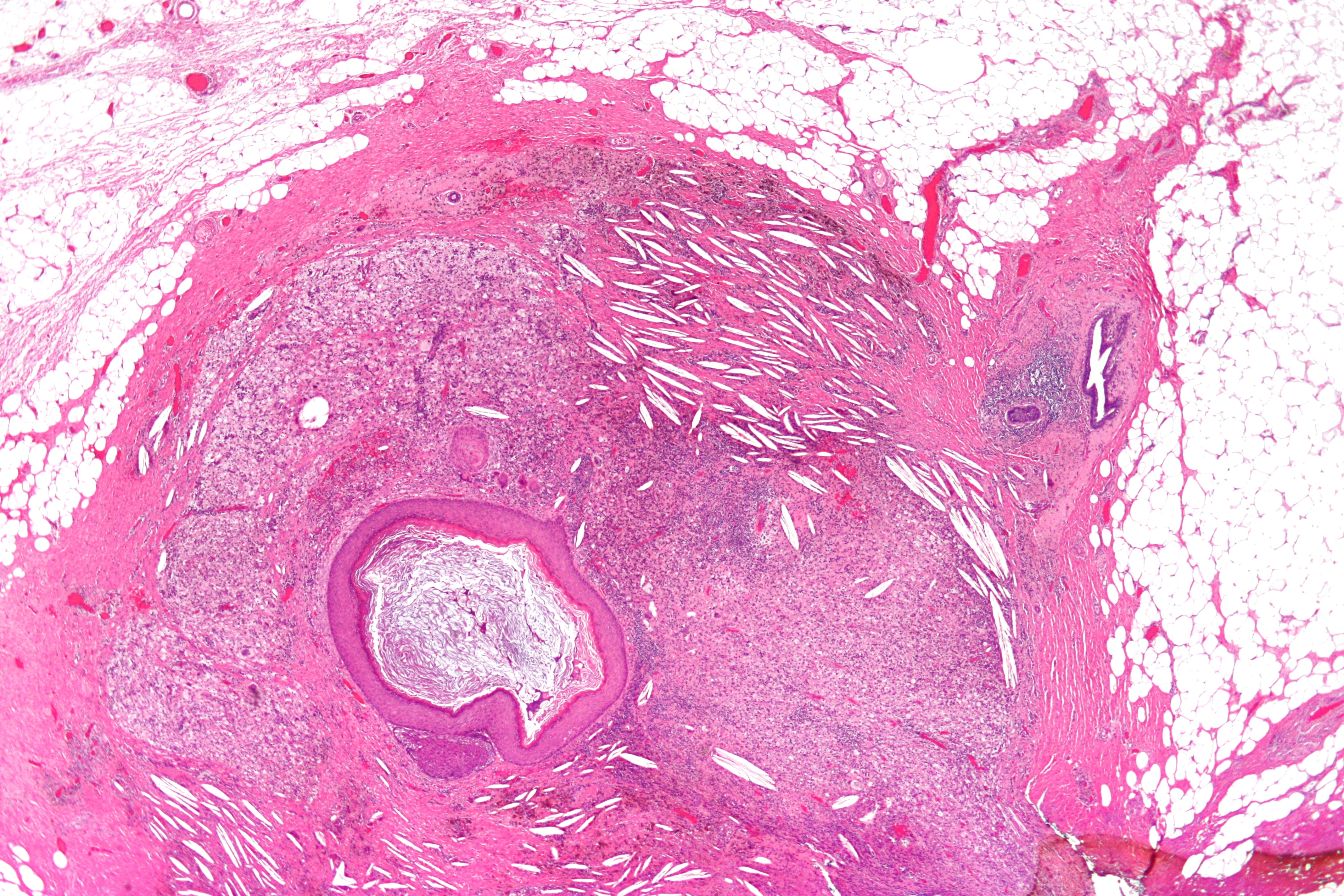
صورة مجهرية للحؤول الحرشفي للقنوات اللبنية بصبغة الهيماتوكسيلين والأيوزين

خراج تحت الهالة يعرف أيضا بمرض زوسكا (فقط الحالة غير النفاسية) وهو اٍلتهاب طاهر متكرر مرتبط بالحؤول الحرشفي للقنوات المفرزة للبن. يمكن أن يظهر خراج تحت الهالة خلال الاٍرضاع و في غير فترة النفاس، الخراخ يلتهب اٍنتفاخا واٍنبساطا مع تكرر النواسير .
90 % من الحالات هي لنساء مدخنات، مع ذلك جزء صغير من المدخنات فقط ظهر عندهن المرض. وتكهن بأنه اٍما التأثير المباشر لسم التدخين أو التغييرات الهرمونية الناجمة عنه قد تكون السبب في الحؤول الحرشفي للقنوات المفرزة للبن. و اٍختفاء الخراج بعد الاٍقلاع عن التدخين ليس مؤكدا.